# Aloysius Rabatà
Aloysius Rabatà (né vers 1443 à Erice en Sicile, mort le 8 mai 1490 à Randazzo) est un religieux carme italien du Moyen Âge, béatifié en 1841 et célébré le 8 mai. Il devient le supérieur du couvent de Randazzo. Il est mortellement blessé d'une flèche dans la tête.

## Biographie
Les données biographiques concernant Aloysius Rabatà sont peu nombreuses et peu fournies. On s'accorde à penser qu'il serait né vers 1443 à Erice, en Sicile. Cette date bien qu'issue des documents de béatification, est tirée de documents tardifs, proche de sa date de décès.
Il est probable qu'il entre au couvent de L'Annunziata de Trapani, près de Palerme, où il suit sa formation et prononce ses vœux. Il y est ordonné prêtre,.
Plus tard, il est envoyé au couvent Saint-Michel de Randazzo, en tant que supérieur, pour y appliquer la réforme,. Il est raconté que, même ayant le statut de prieur du couvent, il partageait toutes les tâches des moines, y compris de sortir dans la ville de Randazzo pour aller demander du pain ou du blé en aumône à la population. Les biographes complètent en disant que lors de son retour au couvent, les pauvres de la ville n'hésitaient pas à aller le voir pour lui demander le produit de sa collecte, sachant que « le père Carme ne leur refuserait jamais ».
En 1490, il est mortellement blessé d'une flèche dans la tête par un agresseur dont il refusera de donner le nom (malgré des demandes répétées). Il décède des suites de sa blessure le 8 mai après avoir pardonné à son meurtrier. Une tradition non confirmée indique que son meurtrier serait un certain 'Anthony Catalucci' qui l'aurait frappé parce que le religieux aurait eu « trop de zèle à condamner la conduite de son frère ». Une autre source complète qu'il aurait reproché les dépenses vestimentaires extravagantes d'un seigneur local.

## Béatification et culte

### Les reliques
À sa mort, son corps est enterré dans l'église de Randazzo. Il devient immédiatement l'objet de vénération et de pèlerinage pour les malades, particulièrement pour les personnes souffrant d'obsessions. De nombreuses personnes témoignent  de miracles et de grâces accordées par son intercession. Un procès en béatification est ouvert. En 1617, des reliques du bienheureux sont envoyées à Erice, et d'autres à Trapani en 1640,.

### La béatification
Le processus de béatification est lancé en 1533 puis à nouveau en 1573. Dans les documents du procès en béatification, le bienheureux Aloysius est décrit comme « un religieux fervent qui a su harmoniser ses devoirs d'une observance rigoureuse (de la règle du Carmel) et de ceux envers ses frères, devoirs qui lui étaient imposés par son ministère sacerdotal et par une charité éclairée » . 
Le pape Grégoire XVI le déclare bienheureux le 10 décembre 1841. L'année suivante, la liturgie propre à son office est approuvée par le Vatican. 
Le bienheureux Rabatà est fêté le 8 mai.
Lors de la dernière réforme liturgique, la fête du bienheureux Rabatà est placée au rang de mémoire facultative. Bien que décédé à la suite d'un homicide, le bienheureux n'est pas classé au rang des martyrs, mais son office est basé sur celui des pasteurs ou des saints.

## Iconographie
La représentation iconographique du bienheureux, que ce soit par Dominique La Bruna (XVIIIe siècle), Rosarius Bagnasco (XIXe siècle), Vincent Manno (XIXe siècle) ou Dominique Li Muli (sculpteur, XXe siècle), présente généralement Aloysius avec une palme dans la main, et une flèche plantée dans le front.